# Ministerie van Buitenlandse Zaken (Estland)
Het ministerie van Buitenlandse Zaken van Estland (Ests: Eesti Vabariigi Välisministeerium) is een overheidsinstelling van Estland, belast met het ontwerpen en het uitvoeren van het Estische buitenlands beleid.
Het ministerie van Buitenlandse Zaken van Estland werd opgericht in 1919, kort na de onafhankelijkheidsverklaring van Estland.
De nationale regering in ballingschap nam de taken van de buitenlandse dienst waar tijdens de Sovjet-overheersing in Estland.
Onder de Estse ministers van Buitenlandse Zaken in ballingschap waren August Rei (1944), Hans Rebane (1945-1949), Aleksander Warma (1953-1964), August Koern (1964-1982), Elmar Lipping (1982-1990) en Olev Olesk (1990-1992).
Na het herstel van de onafhankelijkheid van Estland in 1990, werd het ministerie van Buitenlandse Zaken heropgericht in Tallinn. Het huist in het voormalige hoofdkwartier van de Estische Communistische Partij, dat gebouwd is in de jaren 1964-1968.
Het ministerie wordt sinds 2023 geleid door Margus Tsahkna.